# Carlo Pirola
Carlo Pirola, conosciuto anche come Picarband (Lissone, 1945), è un compositore italiano.
È stato titolare della cattedra di strumentazione per banda presso il conservatorio Giuseppe Verdi di Milano, è uno dei più attivi compositori italiani di musiche originali per banda.
I suoi lavori sono stati pubblicati anche all'estero.